# 臺南市政府勞工局
臺南市政府勞工局（簡稱臺南市勞工局），是臺南市政府所屬一級機關，專責推動臺南市各項勞工政策及就業服務業務。本局除秘書室、人事室、會計室、政風室等幕僚單位外，分設就業促進科、勞動條件科、勞資關係科、勞安福利科等四業務科，及職安健康處、職訓就服中心二二級機關，另設有關子嶺勞工育樂中心、南門勞工育樂中心。

## 組織架構

### 局本部
- 局長
- 副局長
- 主任秘書
- 專門委員

### 內部單位
- 就業促進科
- 勞動條件科
- 勞資關係科
- 勞安福利科
- 秘書室
- 人事室
- 會計室
- 政風室

### 二級機關
- 臺南市政府勞工局職訓就服中心
- 臺南市職安健康處
  - 永華中心
  - 民治中心
  - 南門中心

### 勞工育樂中心
- 臺南市關子嶺勞工育樂中心（關子嶺統茂溫泉會館）
- 臺南市南門勞工育樂中心

## 外部連結
- （繁體中文）（英文）臺南市政府勞工局官網 （页面存档备份，存于）
- （繁體中文）（英文）臺南市政府勞工局職訓就服中心官網 （页面存档备份，存于）
- （繁體中文）（英文）臺南市關子嶺勞工育樂中心官網 （页面存档备份，存于）
- （繁體中文）（英文）臺南市南門勞工育樂中心官網 （页面存档备份，存于）
- 臺南市政府勞工局勞工學苑成果發表會，營造『樂活勞工‧幸福台南』新願景.天眼日報.2012-01-08（页面存档备份，存于）
- 勞工們！來台南出示證明 29日起看電影、住宿打折.聯合報.2017-04-14 （页面存档备份，存于）